# NGC 7384
NGC 7384 este o galaxie situată în constelația Pegas. A fost descoperită în 27 noiembrie 1850 de către William Parsons, 3rd Earl of Rosse⁠(d). Se află la o distanță de 79,8 de megaparseci de Pământ.